# Gert Kollmer-von Oheimb-Loup
Gert Kollmer-von Oheimb-Loup (* 20. November 1949 als Gert Kollmer in Eßlingen am Neckar; † 6. März 2021 in Stuttgart) war ein deutscher Wirtschafts- und Sozialhistoriker.

## Leben
Gert Kollmer war ein Sohn des Kaufmanns Kurt Richard Kollmer. Er legte 1969 das Abitur in Esslingen am Neckar ab und studierte von 1969 bis 1975 Wirtschaftswissenschaften und Geschichte an der Eberhard-Karls-Universität Tübingen. Von 1975 bis 1978 war er als wissenschaftlicher Mitarbeiter am Lehrstuhl für Wirtschafts- und Sozialgeschichte bei Karl Erich Born und als wissenschaftlicher Mitarbeiter der Mainzer Akademie der Wissenschaften und der Literatur tätig. 1978 promovierte er bei Karl Erich Born zum Thema: „Die schwäbische Reichsritterschaft zwischen Westfälischem Frieden und Reichsdeputationshauptschluss. Untersuchung zur wirtschaftlichen und sozialen Lage der Reichsritterschaft in den Ritterkantonen Neckar-Schwarzwald und Kocher.“
1978 bis 1980 war er Staatsarchivreferendar des Landes Baden-Württemberg. 1980 wurde Kollmer-von Oheimb-Loup zum Gründungsdirektor des Wirtschaftsarchivs Baden-Württemberg berufen, das er bis 2015 leitete. 1984 wurde er Lehrbeauftragter für Wirtschafts- und Sozialgeschichte an der Universität Hohenheim. 1991 erfolgte seine Bestellung zum Honorarprofessor für das Fach Wirtschafts- und Sozialgeschichte. 1994 habilitierte Kollmer-von Oheimb-Loup bei Harald Winkel an der Universität Hohenheim und erhielt die Venia Legendi für das Fach Wirtschafts- und Sozialgeschichte.
Ab 1994 lehrte er an der Universität Hohenheim Wirtschafts- und Sozialgeschichte. Er war ab 1994 ordentliches Mitglied der Kommission für geschichtliche Landeskunde in Baden-Württemberg, ab 2006 Vorstandsmitglied und ab 2011 Mitglied des Engeren Vorstandes und Schriftführer. Seine Forschungsschwerpunkte waren die Wirtschafts- und Sozialgeschichte der Neuzeit, Unternehmens- und Industriegeschichte des 19. und 20. Jahrhunderts sowie die Wirtschafts- und Sozialgeschichte Südwestdeutschlands vom 18. bis 20. Jahrhundert. Er war Mitbegründer und Mitherausgeber der Reihen Beiträge zur Südwestdeutschen Wirtschafts- und Sozialgeschichte und der Stuttgarter Studien zur Landes- und Wirtschaftsgeschichte. Im August 2019 erhielt er für seine Verdienste die Staufermedaille des Landes Baden-Württemberg. Außerdem wurde er mit der Ehrennadel der Universität Hohenheim geehrt und er war Rechtsritter des Johanniterordens der Kommende Baden-Württemberg.
Kollmer war mit der promovierten Ärztin Elvira Elisabeth von Oheimb-Loup (* 1947) verheiratet und führte gemäß § 1355 BGB den vereinigten Namen Kollmer-von Oheimb-Loup (bzw. auch in der nicht-amtlichen Form Kollmer von Oheimb-Loup). Der Ehe entstammte ein Sohn, der den Namen mütterlicherseits führt: von Oheimb-Loup.

## Publikationen
Monographien
- Südwestdeutsche Wirtschaftsgeschichte von 1750 bis 1914. Herausgegeben von Sibylle Lehmann-Hasemeyer und Jutta Hanitsch. Stuttgart 2022, ISBN 978-3-00-073658-2.
- Schwäbische Tüftler und Erfinder – Abschied vom Mythos? Innovativität und Patente im 19. und frühen 20. Jahrhundert (= Stuttgarter historische Studien zur Landes- und Wirtschaftsgeschichte, Bd. 26). Jan Thorbecke Verlag, Ostfildern 2016, ISBN 978-3-7995-5577-7.
- Einführung in die baden-württembergische Bankengeschichte des 19. und 20. Jahrhunderts (= Stuttgarter historische Studien zur Landes- und Wirtschaftsgeschichte, Bd. 14). Jan Thorbecke Verlag, Ostfildern 2009, ISBN 978-3-7995-5564-7.
- Zollverein und Innovation. Die Reaktion württembergischer Textilindustrieller auf den Deutschen Zollverein 1834–1874 (= Beiträge zur südwestdeutschen Wirtschafts- und Sozialgeschichte, Bd. 22). Scripta Mercaturae, St. Katharinen 1996, ISBN 3-89590-029-X.
- Dokumentation zur Organisationsgeschichte der zentralen Arbeitgeberverbände: Hauptstelle Deutscher Arbeitgeberverbände, Verein Deutscher Arbeitgeberverbände, Vereinigung der Deutschen Arbeitgeberverbände (= Quellensammlung zur Geschichte der deutschen Sozialpolitik 1867 bis 1914, Beiheft I. 1. 4). Steiner, Stuttgart 1985, ISBN 3-515-04586-4.
- Die Familie Palm. Soziale Mobilität in ständischer Gesellschaft (= Beiträge zur südwestdeutschen Wirtschafts- und Sozialgeschichte, Bd. 1). Scripta Mercaturae, Ostfildern 1983, ISBN 3-922661-08-4.
- Die Schwäbische Reichsritterschaft zwischen Westfälischem Frieden und Reichsdeputationshauptschluss. Untersuchung zur wirtschaftlichen und sozialen Lage der Reichsritterschaft in den Ritterkantonen Neckar-Schwarzwald und Kocher (= Schriften zur südwestdeutschen Landeskunde Bd. 17). Müller & Gräff, Stuttgart 1979, ISBN 3-87532-073-5.
- Dokumentation zur Organisationsgeschichte des Hansa Bundes (= Quellensammlung zur Geschichte der deutschen Sozialpolitik 1867 bis 1914, Beiheft I. 1. 3). Steiner, Wiesbaden 1979, ISBN 3-515-03048-4.

als Herausgeber
- mit Harald Hagemann: Universität Hohenheim 1818–2018. Festschrift zum 200-jährigen Jubiläum. Ulmer Verlag, Stuttgart 2018, ISBN 978-3-8186-0532-2.
- Beiträge zur südwestdeutschen Wirtschafts- und Sozialgeschichte. 25 Bände (1983–2000).
- Stuttgarter historische Studien zur Landes- und Wirtschaftsgeschichte (seit 2002).
- mit Sibylle Lehmann-Hasemeyer, Stefanie van de Kerkhof: Ökonomie und Ethik. Beiträge aus Wirtschaft und Geschichte (= Stuttgarter historische Studien zur Landes- und Wirtschaftsgeschichte, Bd. 28). Jan Thorbecke Verlag, Ostfildern 2017, ISBN 978-3-7995-5579-1.
- mit Sibylle Lehmann, Jochen Streb: Chancen und Risiken internationaler Integration. Mikro- und makroökonomische Folgen der Internationalisierung (= Stuttgarter Studien zur Landes- und Wirtschaftsgeschichte, Bd. 22). Jan Thorbecke Verlag, Ostfildern 2014, ISBN 978-3-7995-5573-9.
- mit Jochen Streb: Regulierung: Wettbewerbsfördernd oder wettbewerbshemmend? (= Stuttgarter Studien zur Landes- und Wirtschaftsgeschichte Bd. 17). Jan Thorbecke Verlag, Ostfildern 2012, ISBN 978-3-7995-5567-8.
- mit Jochen Streb: Finanzierung von Innovationen (= Stuttgarter historische Studien zur Landes- und Wirtschaftsgeschichte Bd. 15). Jan Thorbecke Verlag, Ostfildern 2010, ISBN 978-3-7995-5565-4.
- mit Götz Adriani: Firmenmuseen in Baden-Württemberg. Kohlhammer, Stuttgart 2010, ISBN 978-3-17-021585-6.
- mit Clemens Wischermann: Unternehmernachfolge in Geschichte und Gegenwart (= Stuttgarter historische Studien zur Landes- und Wirtschaftsgeschichte, Bd. 11). Jan Thorbecke Verlag, Ostfildern 2008, ISBN 978-3-7995-5561-6.
- Bestände des Wirtschaftsarchivs Baden-Württemberg. Unternehmen, Industrie und Handelskammern, Handwerkskammern, Verbände, Vereine, Nachlässe (= Stuttgarter historische Studien zur Landes- und Wirtschaftsgeschichte, Bd. 7). Jan Thorbecke Verlag,  Ostfildern 2005, ISBN 3-7995-5557-9 (2. überarb. Aufl. 2020, ISBN 978-3-7995-5581-4).

Handbuchbeiträge
- Meinrad Schaab, Hansmartin Schwarzmaier (Hrsg.) u. a.: Handbuch der baden-württembergischen Geschichte. Band 5: Wirtschafts- und Sozialgeschichte seit 1918, Übersichten und Materialien, Gesamtregister. Hrsg. im Auftrag der Kommission für geschichtliche Landeskunde in Baden-Württemberg. Klett-Cotta, Stuttgart 2007, ISBN 978-3-608-91371-2, S. 3–91 und 167–286.
- Gert Kollmer: Quellen zur Wirtschaftsgeschichte in Baden-Württemberg. Ein Überblick. In: Zeitschrift für Württembergische Landesgeschichte 50 (1991), S. 207–233.